# Нуэнтель (Валь-д’Уаз)
Нуэнтель (фр. Nointel) — муниципалитет во Франции, в регионе Иль-де-Франс, департамент Валь-д'Уаз. Население — 718 человек (2006). Муниципалитет расположен на расстоянии около 31 км севернее Парижа, 21 км северо-восточнее Сержи.

## Демография
Динамика населения (INSEE):